# 圣十字站
圣十字站（波蘭語：Świętokrzyska）是波蘭华沙地铁1号线和2号线的交會站，位于市中心區的圣十字街和馬薩科斯卡大街交界口下方。该车站1号线站台于2001年5月11日开通，2号线站台于2015年3月8日开通。该站由波兰建筑师Andrzej M. Chołdzyński设计，由“地铁计划”（Metroprojekt）建造。

## 周边
- 诺兹克犹太会堂
- 科学文化宫

## 图集

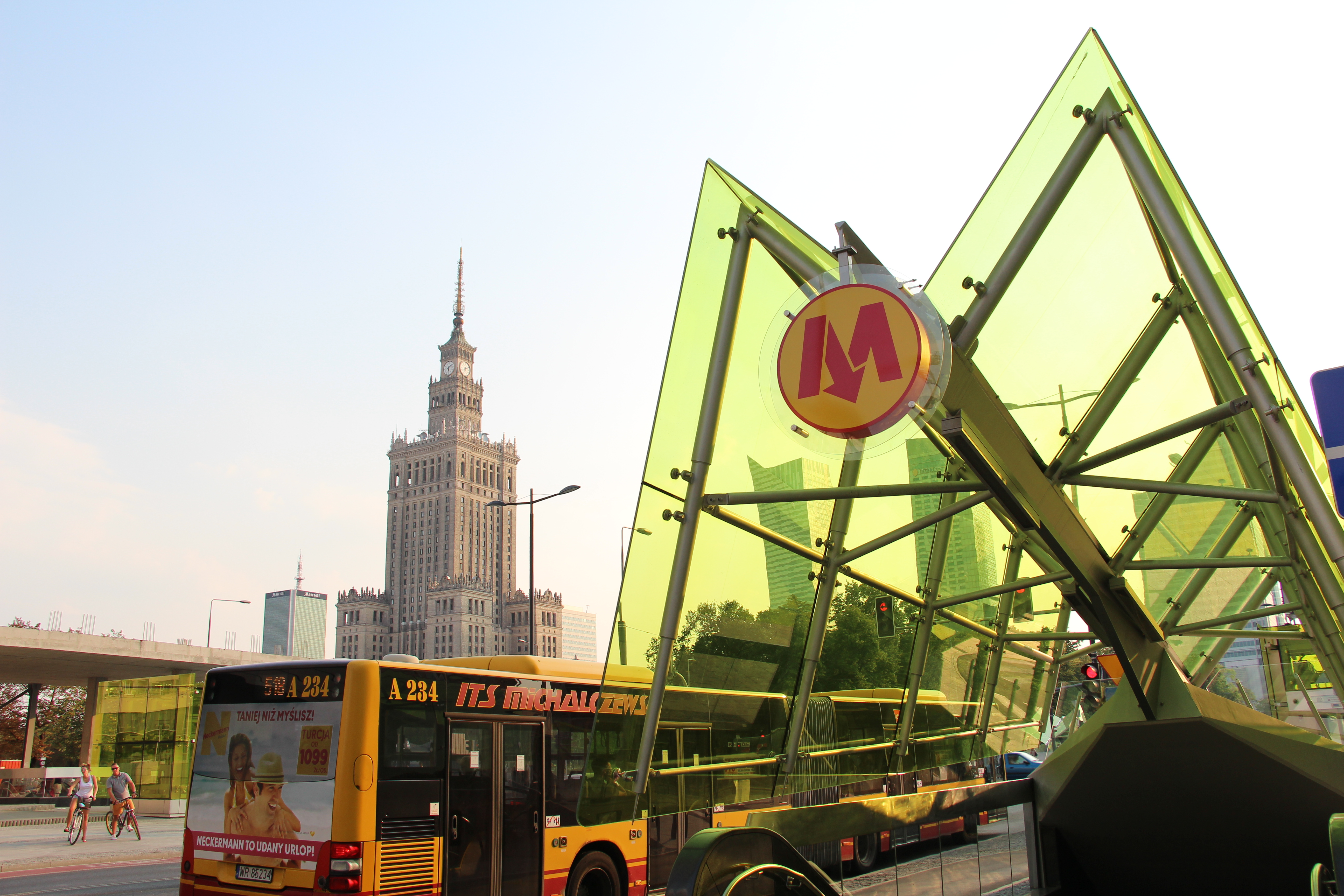
车站入口
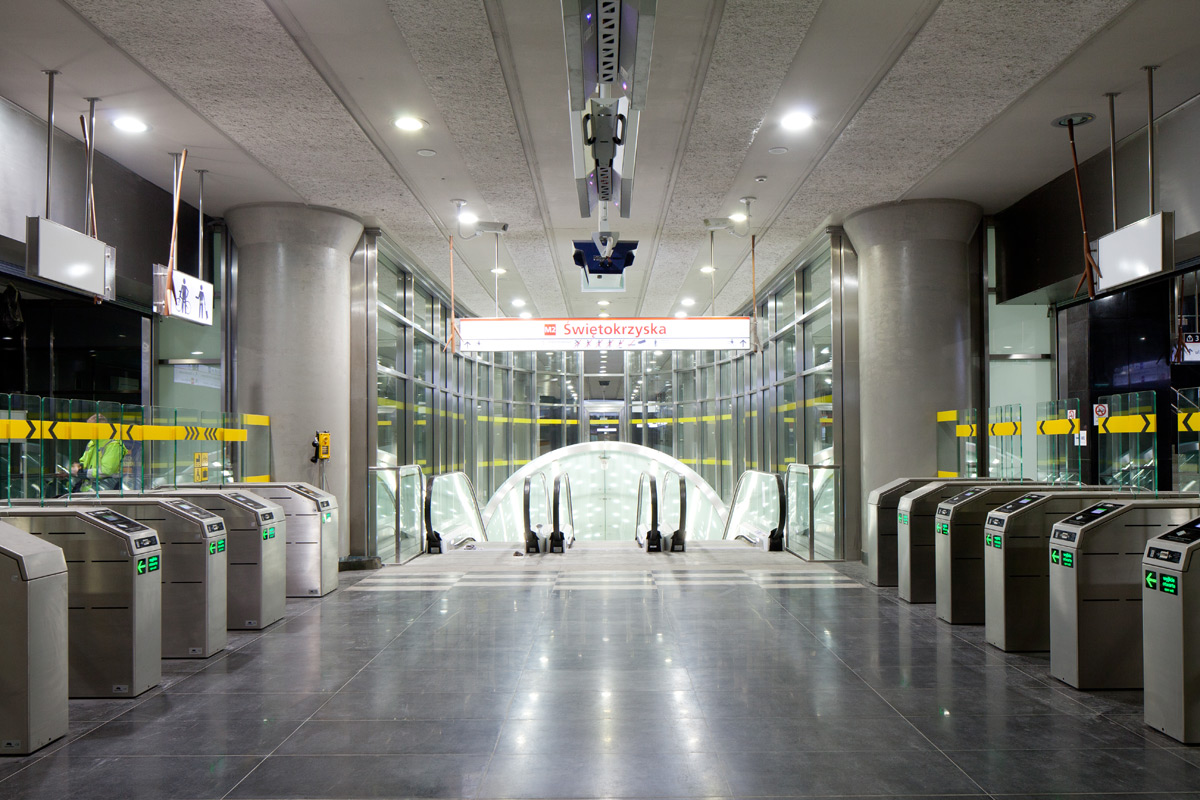
车站入口
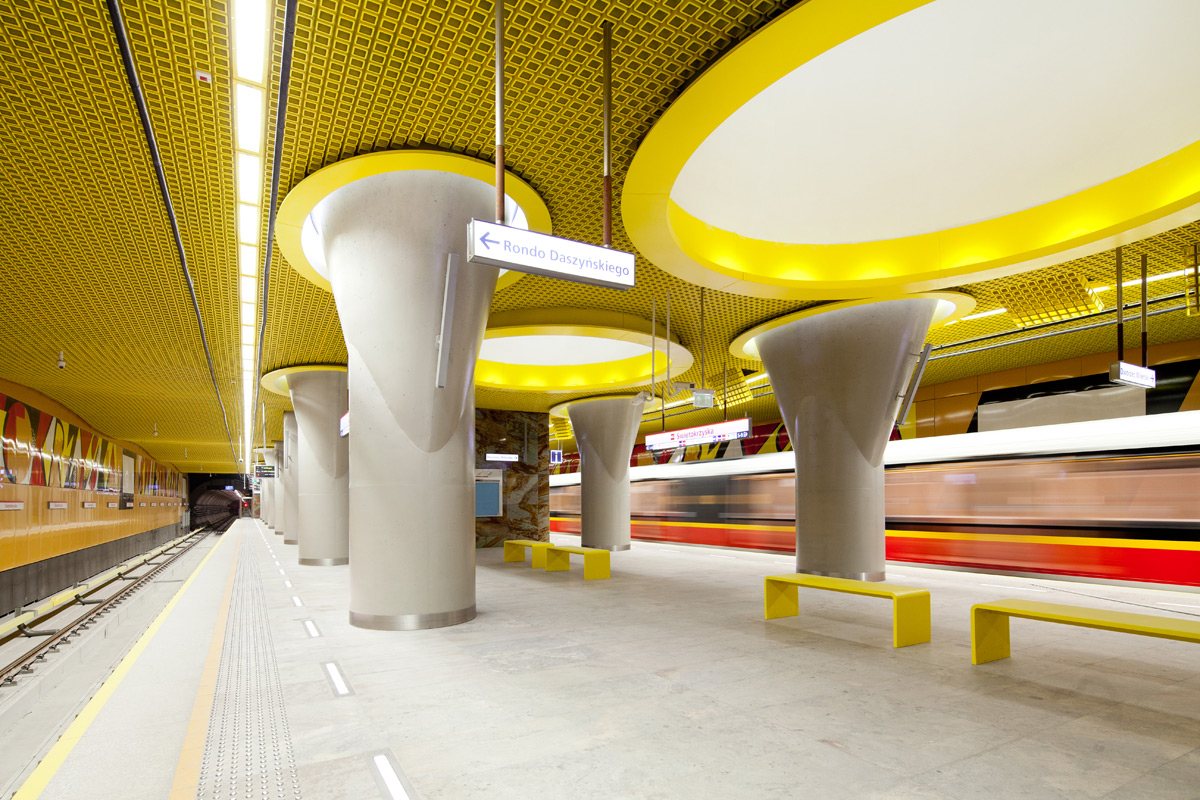
主站台
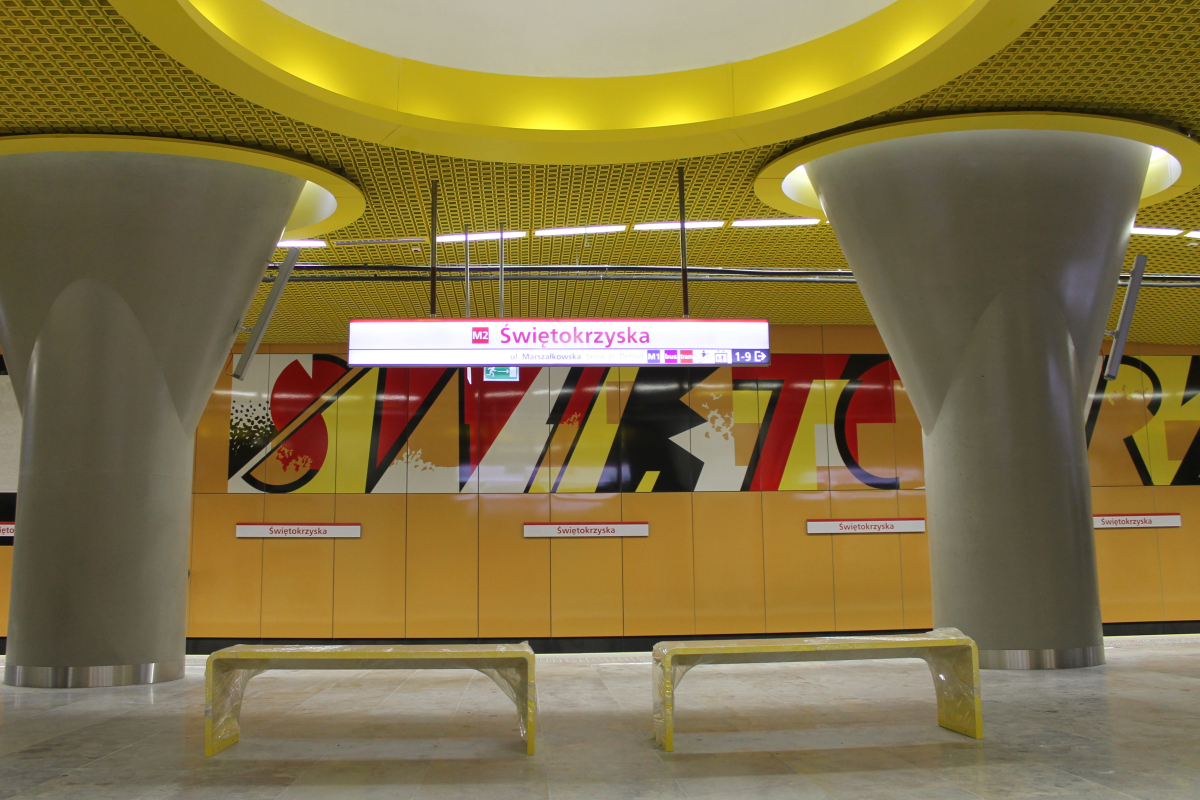
壁画（由Wojciech Fangor设计[4]）

## 拓展链接
- 维基共享资源上的相關多媒體資源：圣十字站
- ZTM Municipal Transport Authority website （页面存档备份，存于） - Warsaw Metro page